# Hot Ice
Hot Ice (br.: Tiras e trapos) é um filme curta-metragem estadunidense de 1955, dirigido por Jules White. É o 165º de um total de 190 filmes da série com os Três Patetas produzida pela Columbia Pictures entre 1934 e 1959.

## Enredo
Os Três Patetas são detetives formados por correspondência e chegam a Escócia em busca de emprego. Eles são contratados como jardineiros (numa piada com a Scotland Yard, pois Yard é um termo para jardim em torno dos edifícios) e ao catarem papeis em volta do prédio, leem em um que o diamante Punjab foi roubado pelo criminoso Dapper (chamado de Sedoso na dublagem brasileira, interpretado por Kenneth MacDonald). Querendo provar serem bons detetives, os Patetas vão ao local do submundo chamado Squid McGuffy e procuram por Dapper.
Eles encontram a namorada de Dapper (Christine McIntyre), que escondera o diamante num prato de doces. Shemp acaba engolindo o diamante achando que era um dos doces e quando revela não serem policiais, a mulher chama Dapper e seu capanga Muscles (Cy Schindell) e conta o que aconteceu. Os bandidos forçam Moe e Larry a tirarem o diamante da barriga de Shemp mas naturalmente os dois não conseguem. Então são presos em um armário enquanto Shemp é amarrado e os bandidos iniciam os preparativos para operá-lo. Moe e Larry tentam fugir mas caem na jaula de um gorila na sala ao lado, que os desmaia e depois escapa. O animal bate na barriga de Shemp que solta o diamante pela boca e depois nocauteia os bandidos. Contudo, ao explicar aos companheiros o que fizera com o diamante, Shemp o engole de novo então Moe e Larry se preparam para operá-lo, com furadeiras e serrotes.